# Rogowo (powiat elbląski)
Rogowo (dawniej: Rogau) – wieś w Polsce położona w województwie warmińsko-mazurskim, w powiecie elbląskim, w gminie Pasłęk. 
W latach 1975–1998 miejscowość należała administracyjnie do województwa elbląskiego.

## Historia Rogowa
Wieś jest położona w górzystej okolicy, na południowych zboczach Wzniesień Elbląskich, utworzona niegdyś granicą d. powiatu elbląskiego. Rogowo rozciągnięte jest przez głębokie jary, zalesione wzniesienia, gdzie m.in. na północny wschód od Rogowa znajduje się Rogowska Góra (Korinten-Berg) o wysokości 128,2 m n.p.m., na południowy wschód Krzyżowa Góra (Kreuz Berg) o wysokości 110,2 m n.p.m. i Wąwóz Aniołowski (Rapendorfer Grund), natomiast na południowy zachód Wąwóz Weklicki (Wöklitzer Grund).
Do 1945 wieś nazywała się Rogau. Prawdopodobnie została założona na tzw. surowym korzeniu, jako niemiecka wieś czynszowa.

## Zabytki
- XIX-XX-wieczny cmentarz ewangelicki.
- Dom jednorodzinny w zabudowie bliźniaczej z 1897 roku
- Obora z 1922 roku.